# 教皇ユリウス2世の肖像
『教皇ユリウス2世の肖像』（きょうこうユリウス2せいのしょうぞう、伊: Ritratto di Giulio II、英: Portrait of Pope Julius II）は、盛期ルネサンスのイタリアの巨匠ラファエロ・サンツィオが1511年に制作した肖像画である。油彩。第216代ローマ教皇ユリウス2世（在位1503年-1513年）を描いている。教皇ユリウス2世を描いた本作品は長い間、教皇の肖像画に影響を与え続けた。制作された肖像画は早い段階から、北からローマへ通じる幹線道路上にあるサンタ・マリア・デル・ポポロ教会の柱に、祝祭や大祭日に特別に掛けられた。ユリウス2世の死後ずっと後に、ジョルジョ・ヴァザーリは「肖像画はまるで教皇自身の生き写しであるかのように、それを見たすべての人を怖れさせるほど生々しく実物どおりであった」と述べている。その後、ボルゲーゼ・コレクション、ジョン・ジュリアス・アンガースタインのコレクションを経て、現在はロンドンのナショナル・ギャラリーに所蔵されている。また多くのバージョンと複製が存在し、長年にわたってフィレンツェのウフィツィ美術館の作品がオリジナルないし最も重要なバージョンと信じられていたが、1970年以降はナショナル・ギャラリーの作品がオリジナルと考えられている。

## 作品

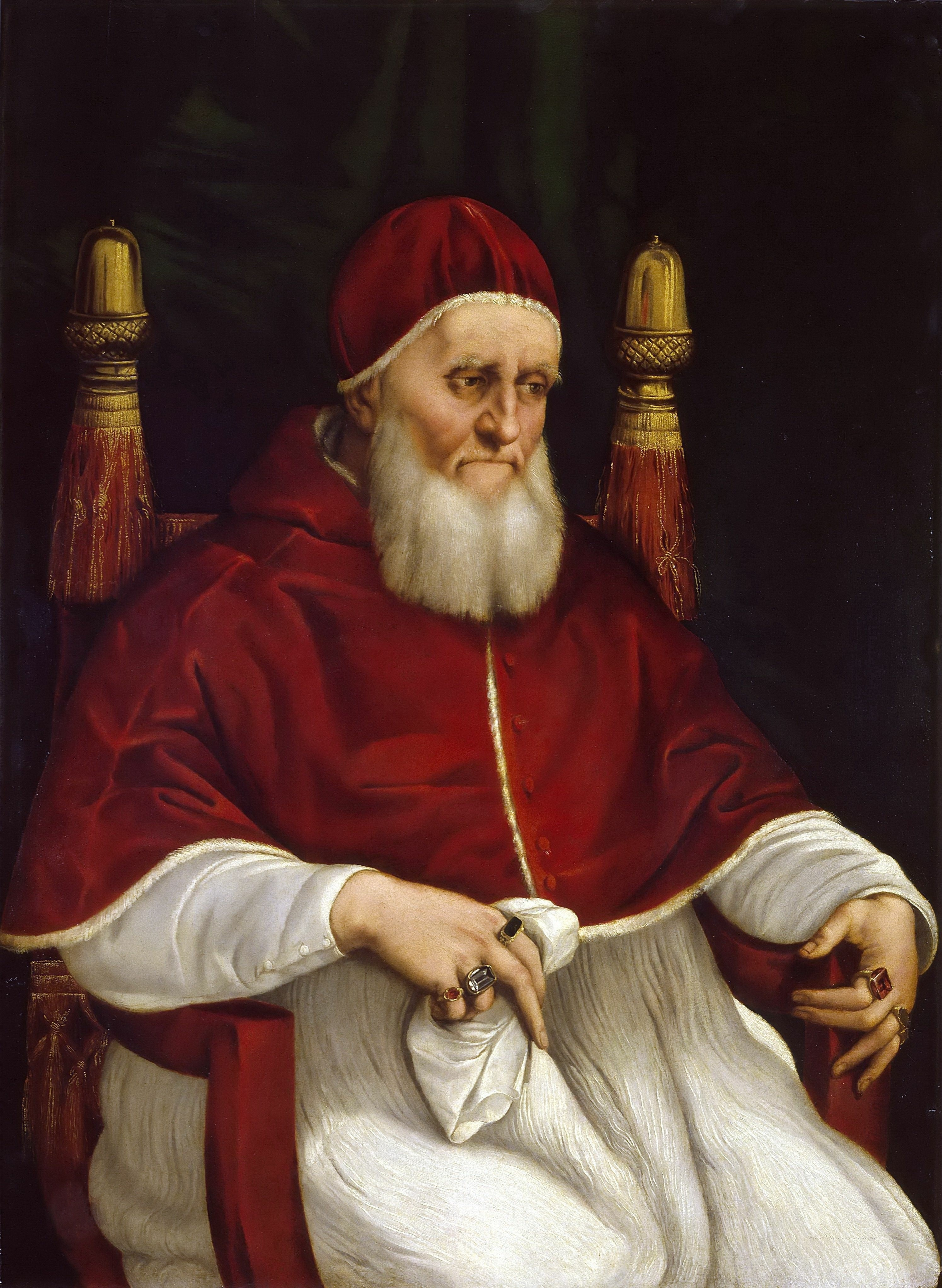
1512年頃のウフィツィ美術館のバージョン。

教皇の肖像画を斜めの視点から提示することは、当時としては珍しいものであった。それ以前の教皇の肖像画は正面から描くか、あるいは横顔でひざまずいた姿で描かれるのが通例であった。またここではユリウス2世は思案に暮れるような姿で描写されており、この時代にモデルとなった人物が特定の心理状態にあることを明示した点も「例外的」であった。このイメージの親密さは前例がないものであったが、「実質的に慣習的な描き方」の模範となり、セバスティアーノ・デル・ピオンボやティツィアーノ・ヴェチェッリオ、エル・グレコ、ディエゴ・ベラスケス、ドメニキーノ、グイド・レーニ、グエルチーノなど、後続の多くの画家がこの定式を採用した。この肖像画は「約2世紀の間存続した教皇の肖像画の様式を確立した」。エリカ・ラングミュア（Erika Langmuir）によると、肖像画は「外部の質感とともに物事の内部構造を定義するラファエルの能力と組み合わされた、非常に驚くべき儀礼的重要性と親密さの融合である」。
この肖像画はユリウス2世がボローニャの戦争での損失を悼むために髭を伸ばした1511年6月から1512年3月の間のものと考えられている。ラファエロは他にもヴァチカン宮殿のラファエロの間において、ユリウス2世の庶出の娘フェリーチェ・デッラ・ローヴェレとラファエロ自身の肖像画を同じグループにともなう『ボルセーナのミサ』（The Mass at Bolsena）や『署名の間』の窓の右隣に、初期の教皇を代表する髭を生やしたユリウス2世の肖像画を描いている。
オリジナルの肖像画の背景には、濃い青色の背景にある涙の形をした区画に金の紋章の織り込まれた絵ないし刺繍が入った、青色と金の織物が吊り下げられていた。紋章は教皇の交差した鍵、教皇のティアラ、そしておそらくユリウス2世の出身であるデッラ・ローヴェレ家の紋章である樫の木である（Della Rovere とは「樫の木の」という意味）。現在見られる緑色の布はラファエロによって上塗りされたものであるが、1824年以前は真っ暗な背景に塗りつぶされていた。椅子の先端装飾もドングリの形をしており、デッラ・ローヴェレ家の紋章を表している。大きな宝石をあしらった6つの指輪は、ミケランジェロ・ブオナローティを教皇への奉仕から立ち去らせたユリウス2世の別の執着を反映している。
ナショナル・ギャラリーの1901年のカタログによると、「この肖像画はラファエロまたは彼の生徒によって数回繰り返された。ヨハン・ダーフィト・パサヴァンは頭部だけの3回を除いて･･･9回の複製を挙げている」。フィレンツェのコルシーニ宮殿におそらくロンドン版のものと思われるカルトン（原寸大下絵）が所蔵されている。またダービーシャーのチャッツワース・ハウスに赤チョークで描かれた素描が所蔵されている。

## 来歴
肖像画の様々なバージョンの来歴は、文書、絵画の分析、準備素描に基づいて構成されている。ロンドン版は2世紀以上もの間『ロレートの聖母』とともにあり、最初は1591年までサンタ・マリア・デル・ポポロ教会に所蔵されたのち、個人のコレクションに所有されていた。その後、19世紀初頭のしばらくの間、肖像画の所在地は不明であった。

### サンタ・マリア・デル・ポポロ教会

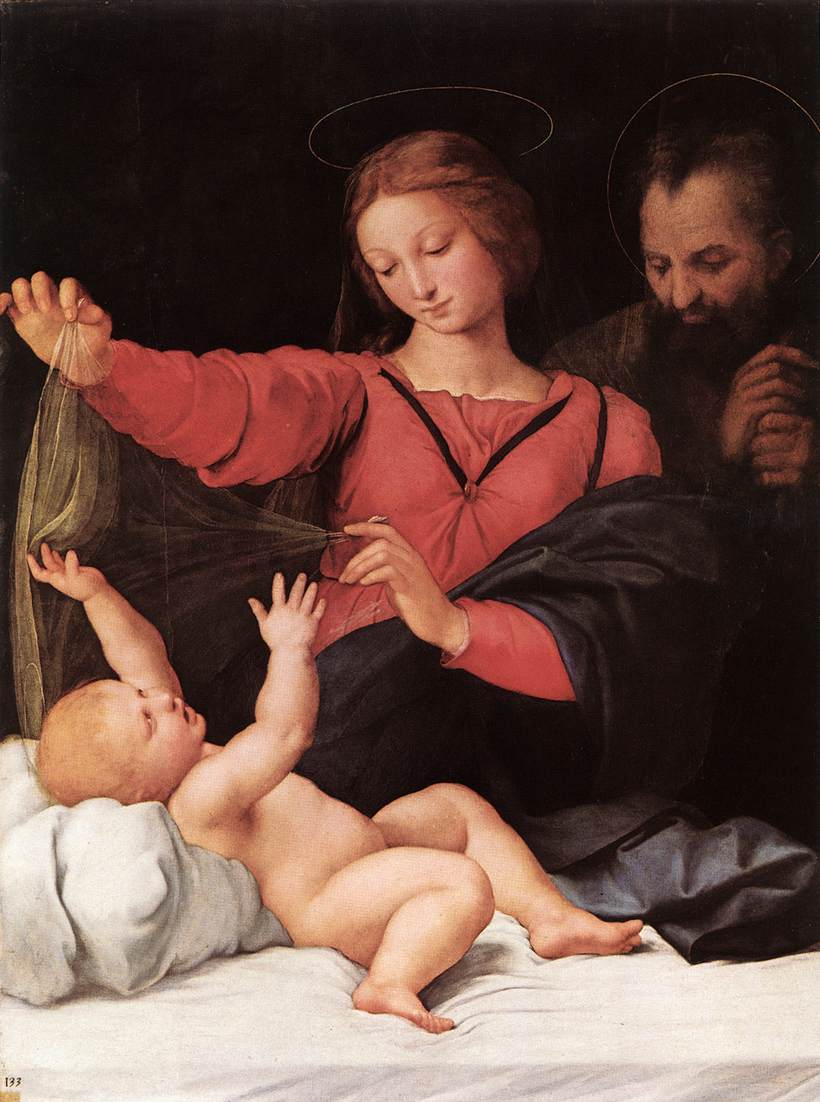
16世紀に『教皇ユリウス2世の肖像』とともに展示された『ロレートの聖母』。

ユリウス2世はラファエロに、ローマの入口にあるサンタ・マリア・デル・ポポロ教会の本作品と『ロレートの聖母』を依頼した。完成した肖像画は教会で8日間展示され、多くの人が見物に訪れた。マリーノ・サヌートによると「それは記念祭のようであり、とても多くの人々がそこに行きました」。ラファエロの『教皇ユリウス2世の肖像』と『ロレートの聖母』はともに祝祭日あるいは大祭日に柱に掛けられた。
両作品はおそらく互いに補完し合うように意図された。寸法とは別に、どちらも強い垂直方向の構図を備えている。ユリウス2世と聖母いずれも目をうつむかせ、瞑想的な感覚を与えている。両作品内部の配置と照明は、ドーム型の礼拝堂の祭壇の両側面に配置することを意図したことを示していると思われる。絵画は一時期対になっていたが、所有者が変わったことにより、現在『ロレートの聖母』はシャンティイのコンデ美術館に所蔵されている。
ユリウス2世の聖母に対する感謝を示す手段として、生涯の最後の年に『システィーナの聖母』を依頼し、聖母の足元にひざまずくユリウス2世の姿によってその崇敬が示された。
サンタ・マリア・デル・ポポロ教会から撤去された後の、肖像画の歴史を取り巻く状況については様々な推測がある。その理由は一つに複製が多かったこと、また重要文書の出版が遅れたことが挙げられる。

### スフォンドラティ枢機卿
1591年、ラファエロの『教皇ユリウス2世の肖像』と『ロレートの聖母』は、教皇グレゴリウス14世の甥にあたるパオロ・カミーロ・スフォンドラティ枢機卿によって教会から取り外された。スフォンドラティ枢機卿が絵画をシピオーネ・ボルゲーゼ枢機卿に売却したのは1608年のことである。

### ボルゲーゼ・コレクション
1693年の段階で絵画はまだボルゲーゼ・コレクションが所有しており、目録番号118として記録されている。肖像画はおそらく1794年から1797年の間にコレクションを離れた。その後、ロンドンのアンガースタイン・コレクションに再登場するまでその所在は不明であり、アンガースタイン死後の1824年にナショナル・ギャラリーによって取得された。

### 科学調査
1970年まで、ロンドン版は当時オリジナルと信じられていたウフィツィ版の工房による複製と信じられていた。1969年、ワシントンD.C.のナショナル・ギャラリーのコンラート・オーベルフーバーは、ナショナル・ギャラリーに対してX線撮影による科学的調査を実施するよう依頼した。この調査により、ロンドン版は椅子の背後の背景が完全に塗り直され、ボルゲーゼ・コレクションに由来する目録番号118が覆い隠されていることが明らかとなった。さらに1970年に上塗りが除去されると、垂れ下がった緑色の織物が見えるようになった。この洗浄中に除去された小さな絵具のサンプルは、さらに以前に背景の織物が色柄付きで垂れ下がっていたことを示した。ナショナル・ギャラリーのセシル・グールドは同年に調査結果を発表し、ロンドン版をラファエルのオリジナルであると主張した。この帰属は現在一般的に受け入れられているが、1996年に学術誌『アルティブス・エト・ヒストリアエ』で美術史家ジェームズ・ベックによって異議が唱えられた。いずれにせよ、上塗りで隠されていた同一の目録番号が発見されたことは、ロンドン版の優位性を確立する重要な証拠の1つとなっている。

## ギャラリー

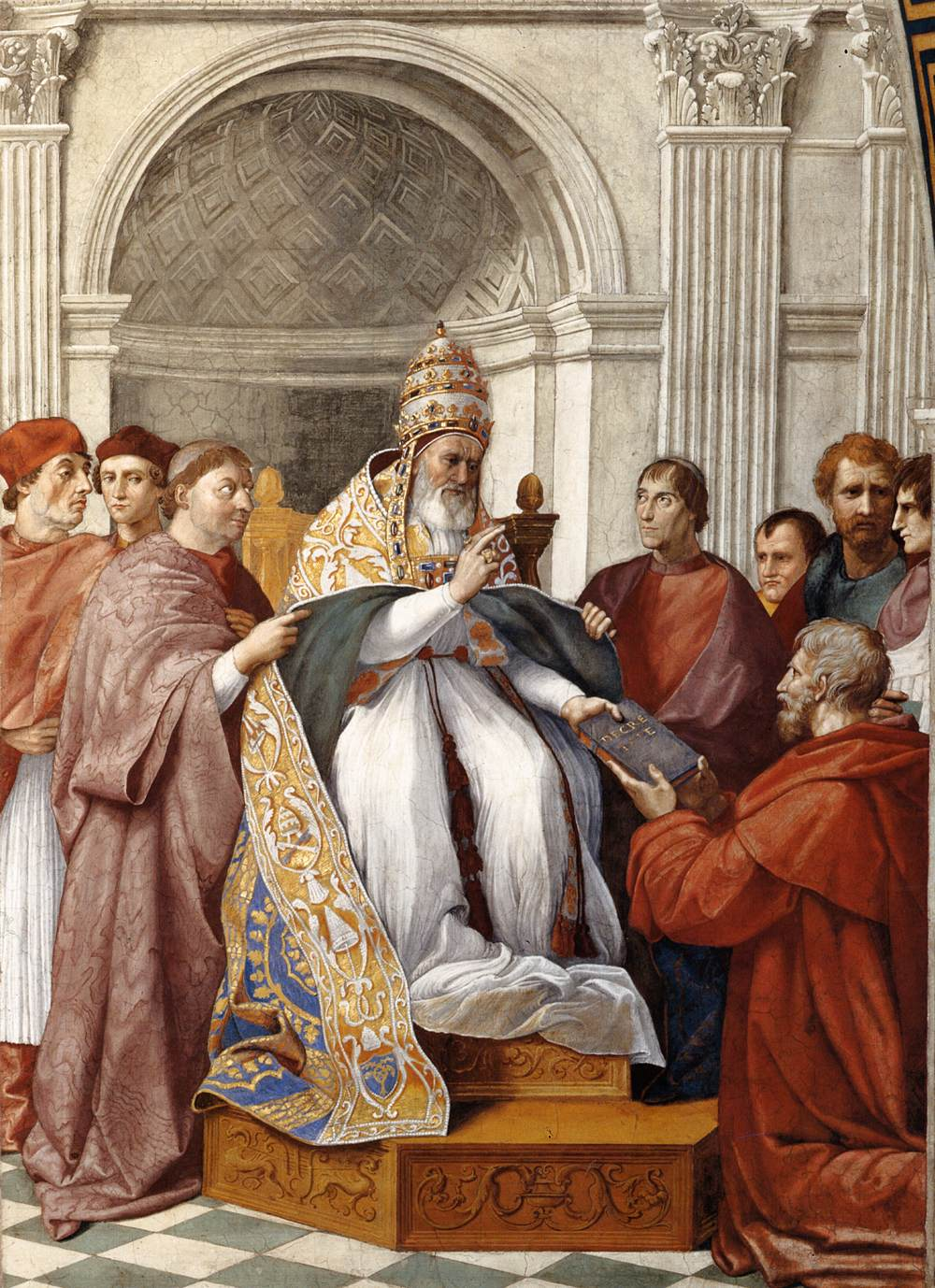
「署名の間」に描かれたグレゴリウス9世は、ユリウス2世の特徴を備えている
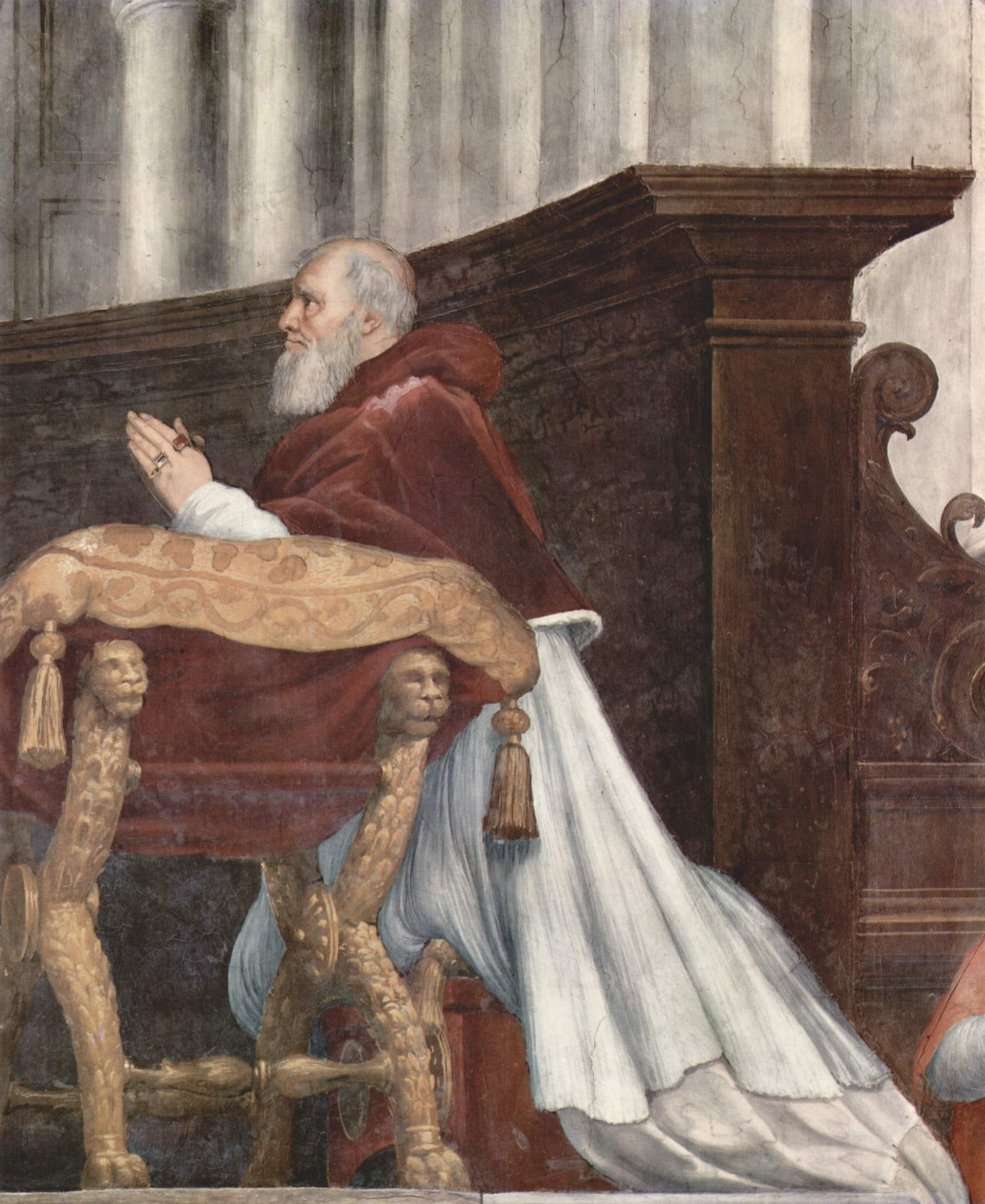
『ボルセーナのミサ』に描かれたユリウス2世
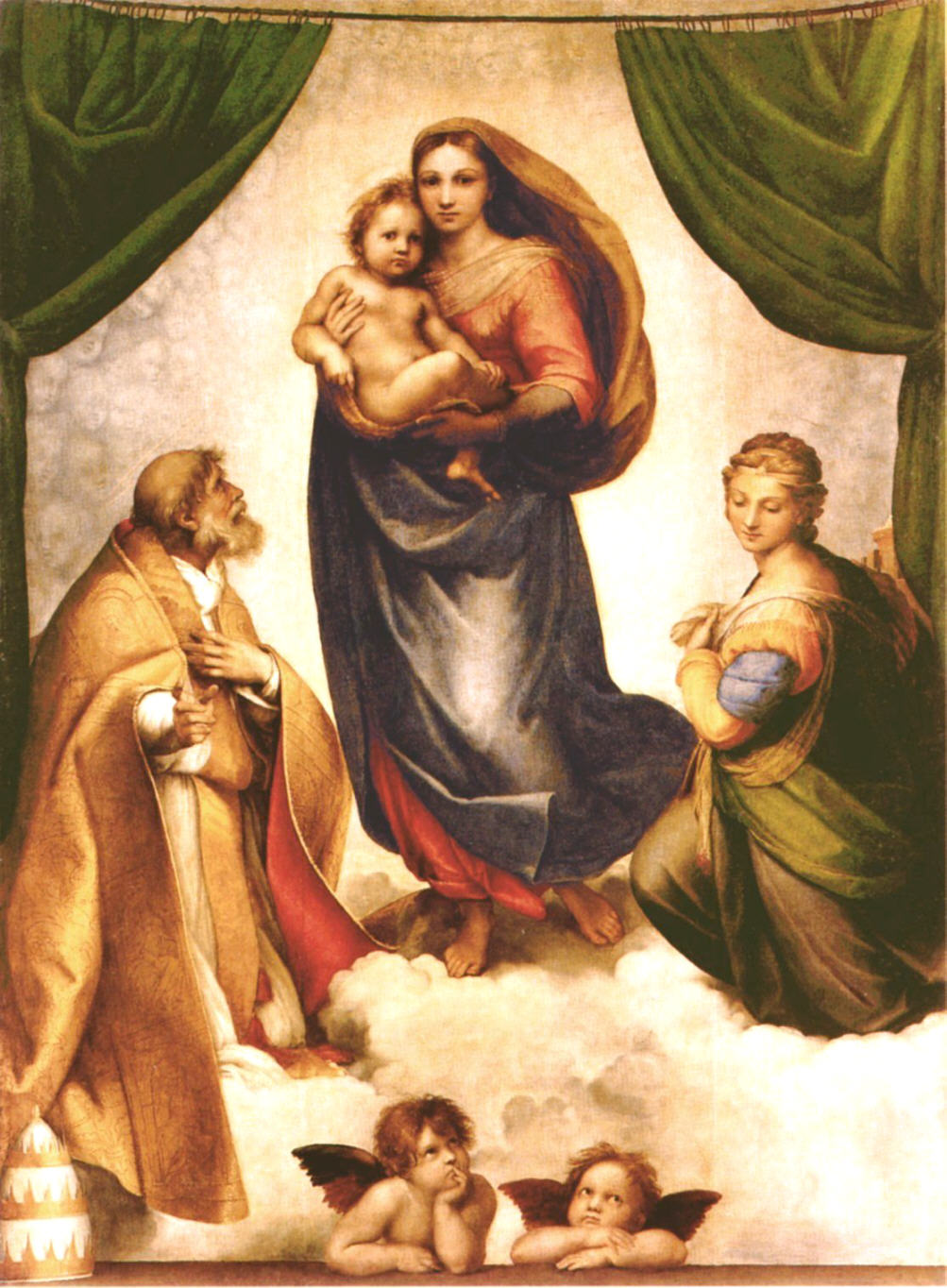
『システィーナの聖母』画面左にユリウス2世が描かれている
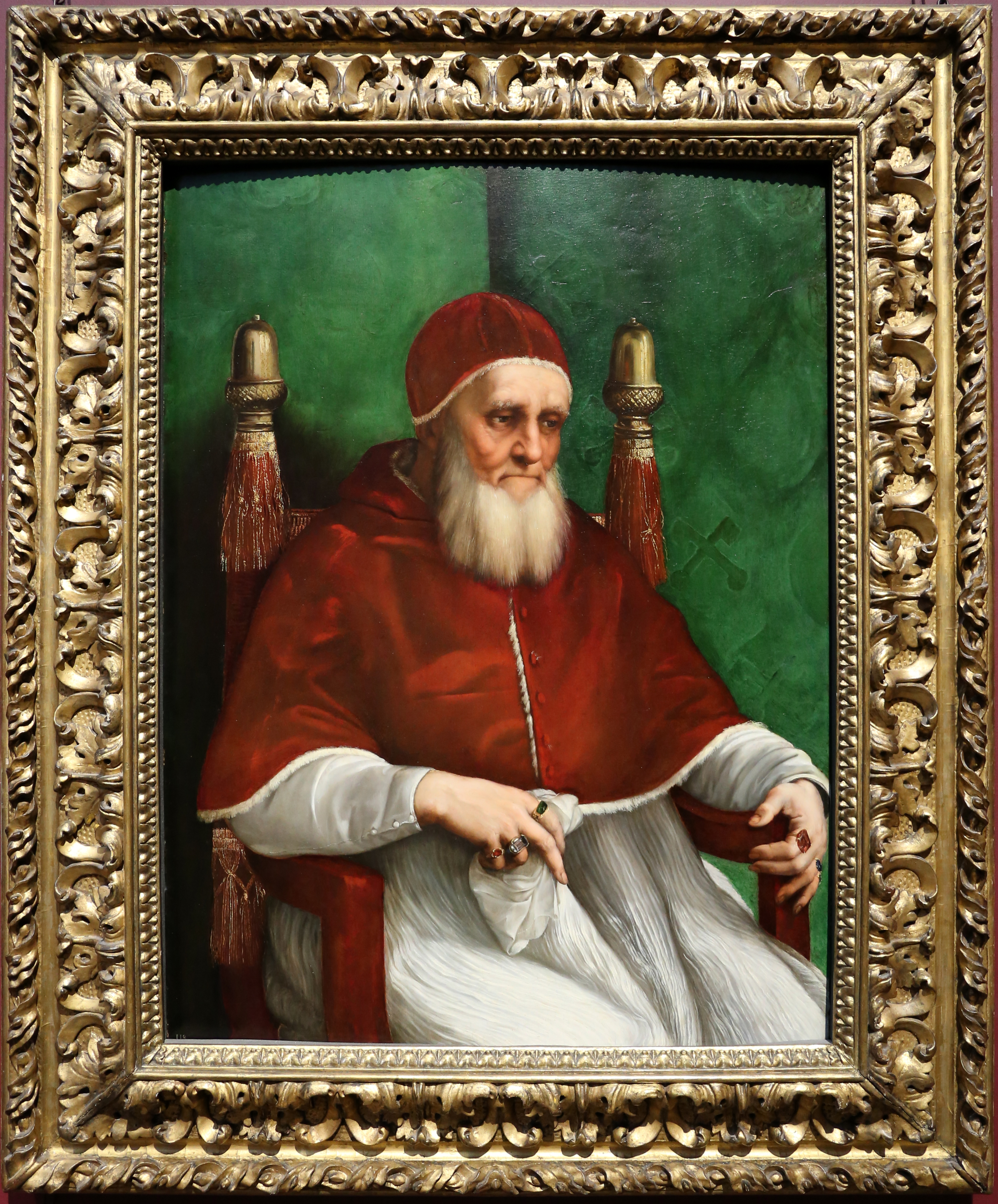
額縁
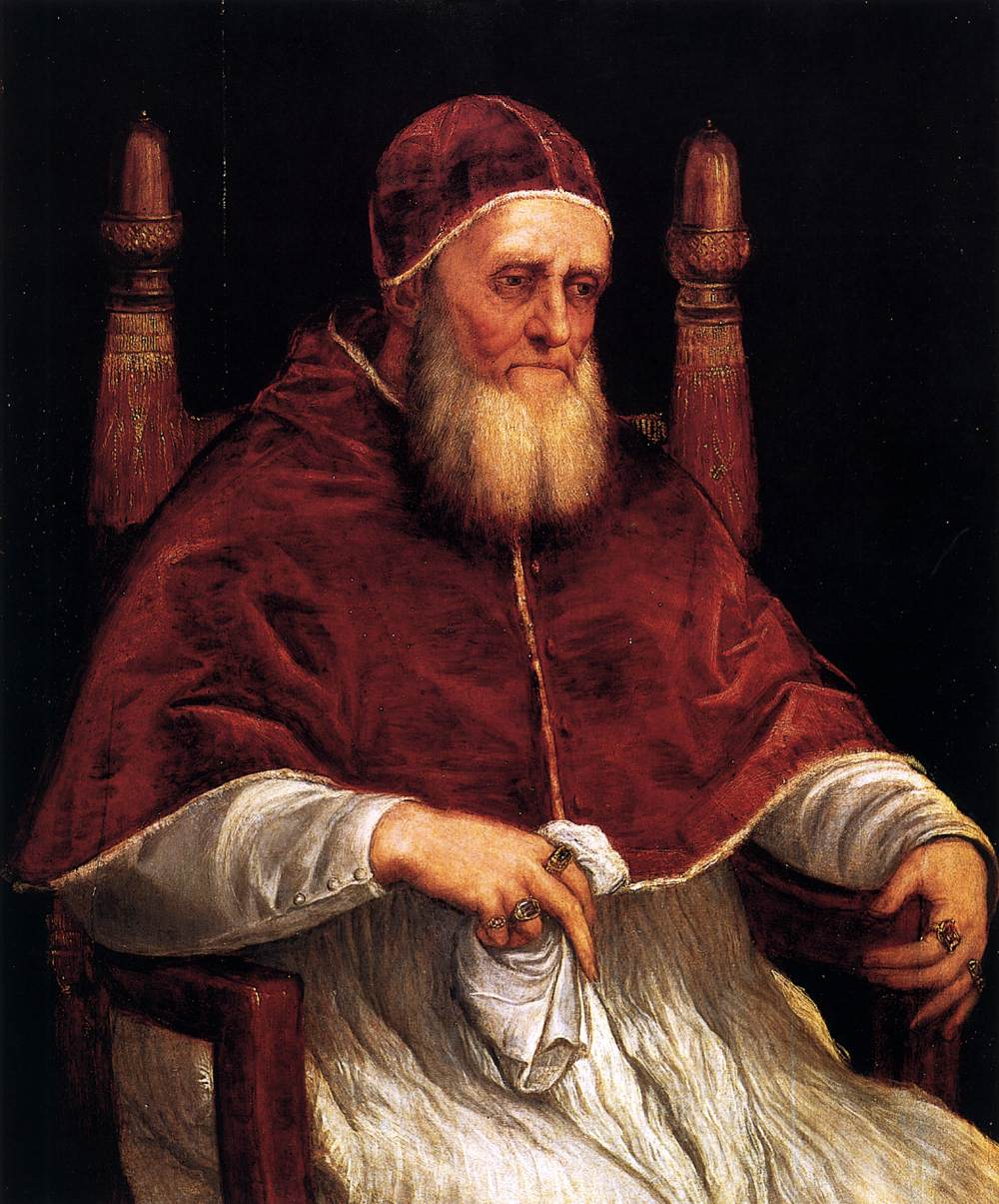
パラティーナ美術館のバージョン 16世紀
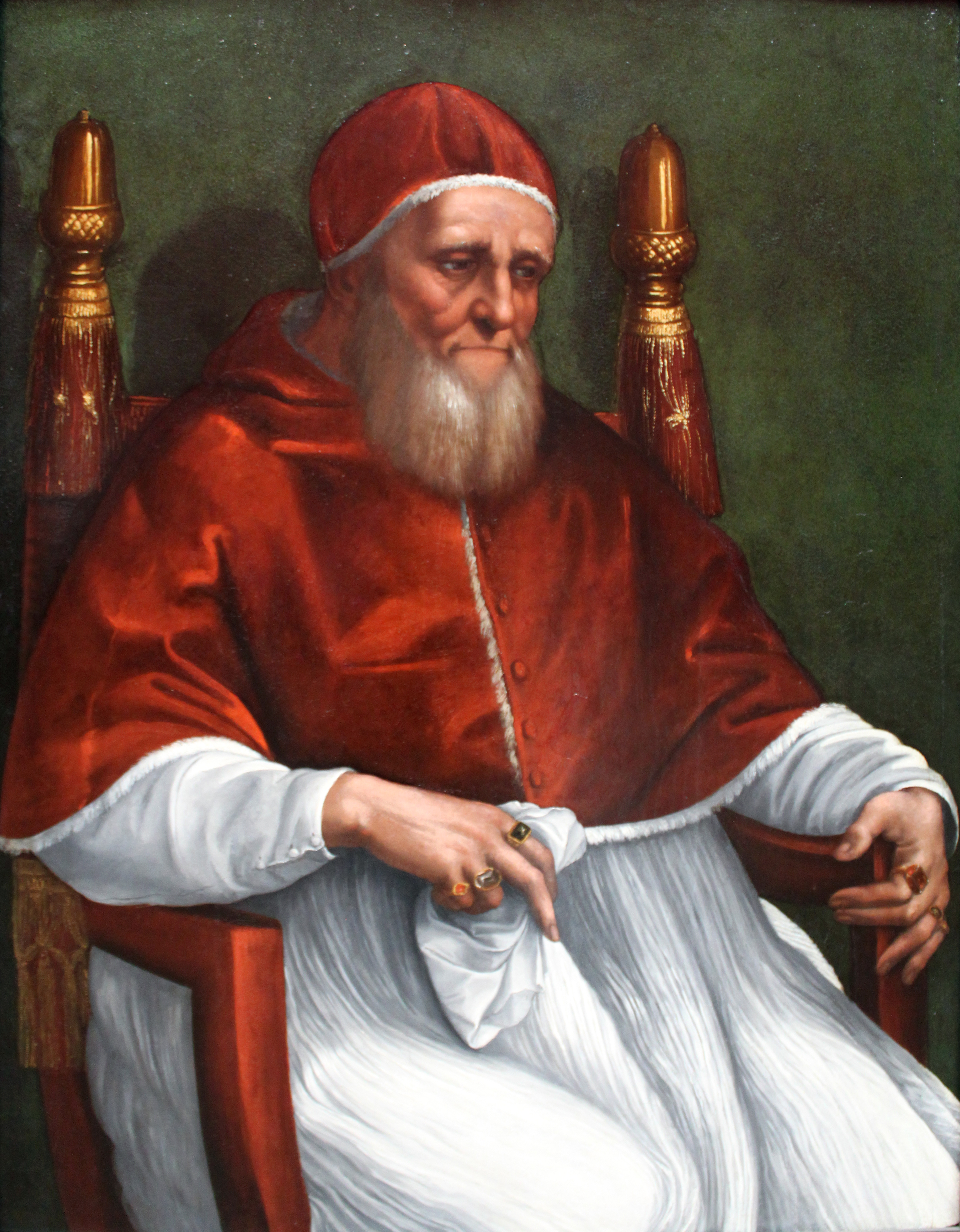
シュテーデル美術館のバージョン 1511年から1512年の間

本作品に影響を受けた肖像画

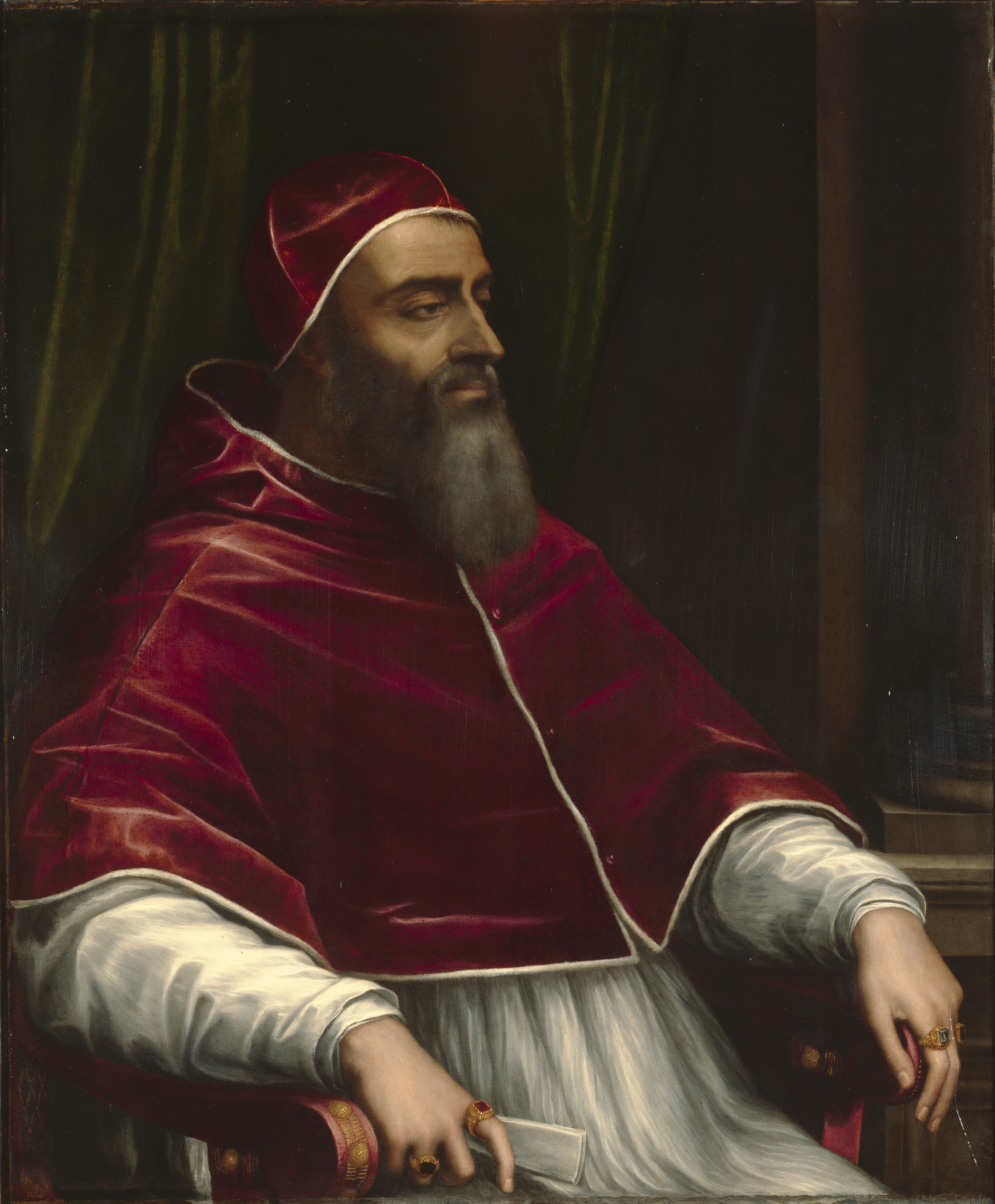
セバスティアーノ・デル・ピオンボ『教皇クレメンス7世の肖像』1531年頃 ゲッティ・センター所蔵
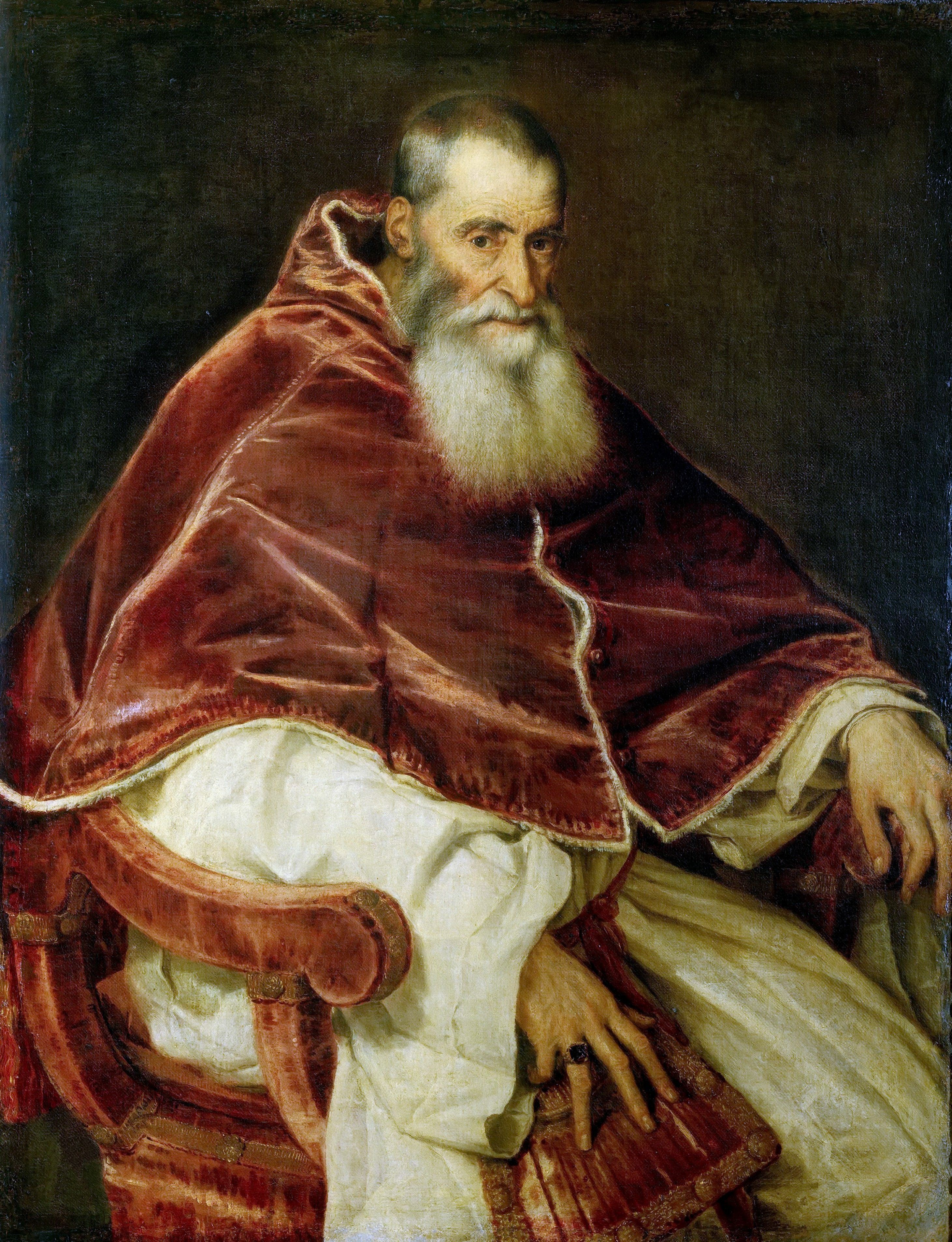
ティツィアーノ・ヴェチェッリオ『教皇パウロ3世の肖像』1543年 カポディモンテ美術館所蔵
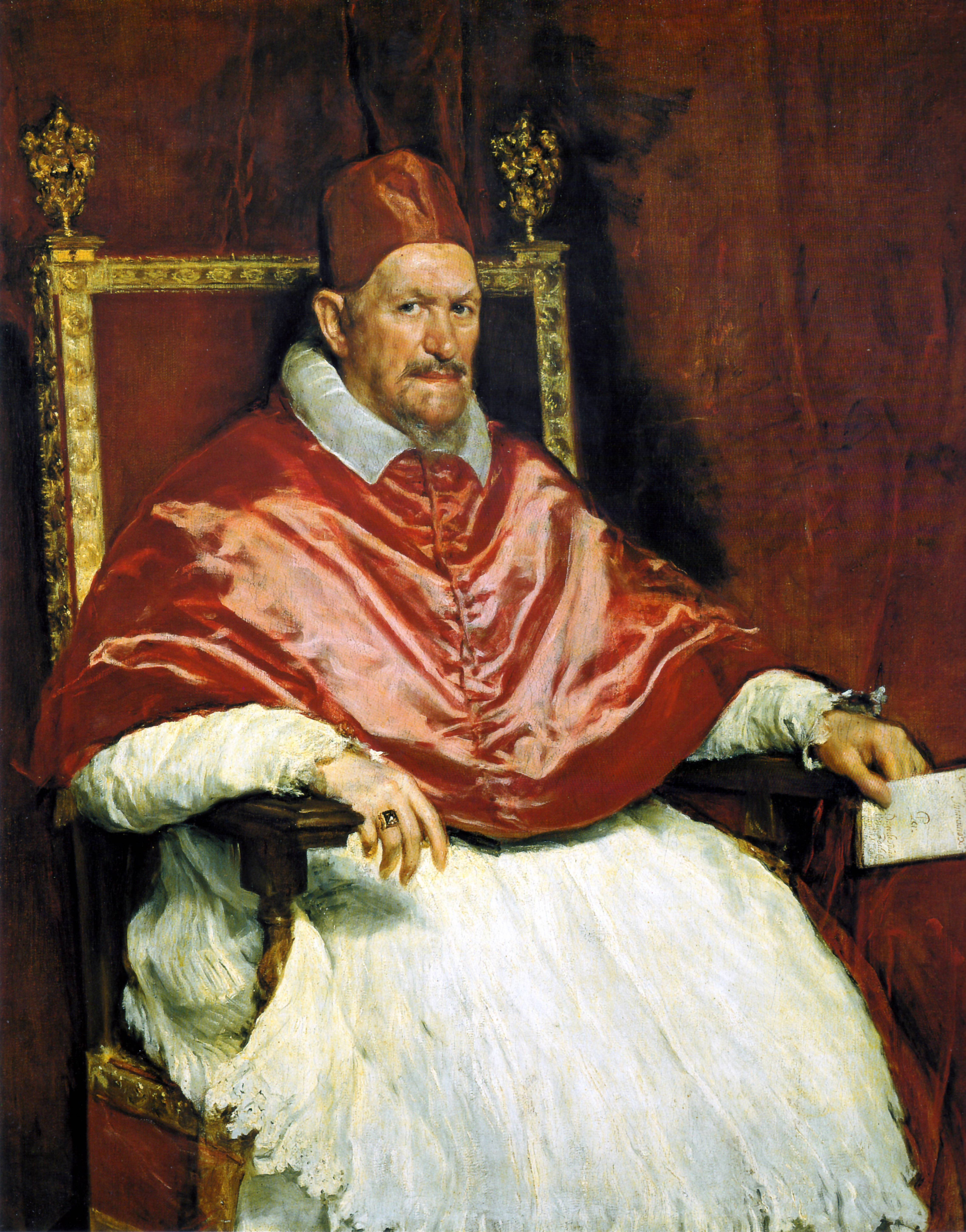
ディエゴ・ベラスケス『教皇インノケンティウス10世の肖像』1650年頃 ドーリア・パンフィーリ美術館所蔵